# Croix de Méjanes
La croix de Méjanes est située dans l'enceinte du Mas de Méjanes, sur les bords de l'étang de Vaccarès, sur la commune des Saintes-Maries-de-la-Mer, dans les Bouches-du-Rhône.

## Histoire
La croix de Méjanes est classée au titre des monuments historiques le 26 mai 1941.